# Molino los Arcos
Molino los Arcos es una localidad del estado mexicano de Chiapas. Es parte del municipio de San Cristóbal de Las Casas.

## Demografía
| Censo | Población |
| ----- | --------- |
| 2000  | 192       |
| 2010  | 763       |
| 2020  | 1 274     |